# Группы традиционных зданий

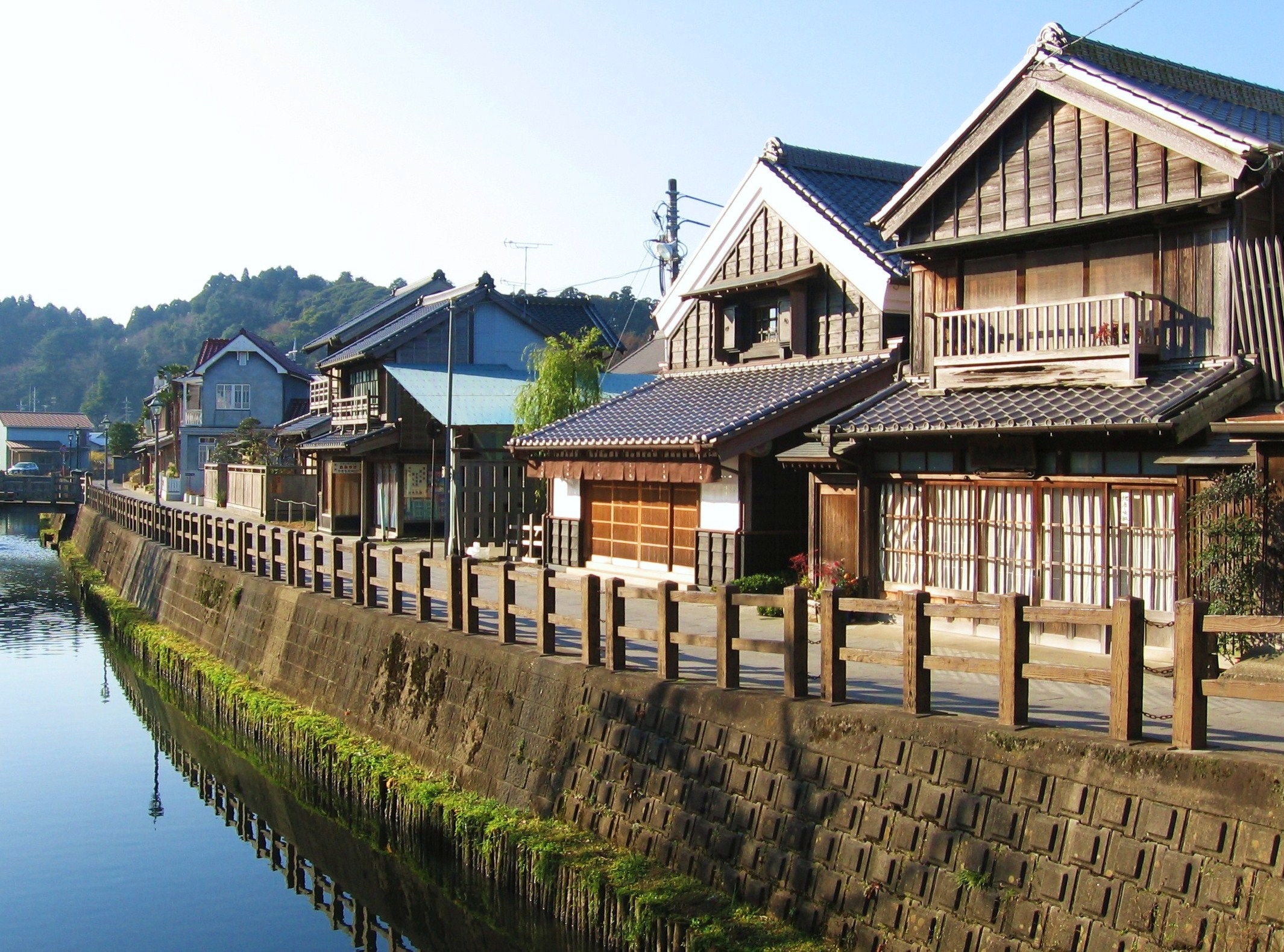
Группа традиционных зданий в бывшем городе Савара (ныне в составе города Катори)

Группы традиционных зданий (яп. 伝統的建造物群) — категория в японском законодательстве по охране памятников истории. Эта категория была введена в 1975 году в целях сохранения комплексов исторической застройки в городах и сельских населённых пунктах. В эту категорию может включаться застройка в таких типах исторических поселений, как «замковые города» (города, возникшие вокруг замков), поселения вокруг почтовых станций, сельскохозяйственные и рыбацкие поселения, торговые кварталы и т. д. Помимо образцов собственно традиционной японской архитектуры, эта категория охраны также может присваиваться застройке иностранного (западного) типа времен вестернизации Японии. В частности, статус «группы традиционных зданий» присвоен исторической застройке европейского типа в районе Китано-тё на территории бывшего иностранного поселения в Кобе.
Статус присваивается муниципалитетами. Комплексы исторической застройки, признаваемыми особо ценными на национальном уровне, получают статус «Важных групп традиционных зданий».
По состоянию на 2015 год, статус носят сто десять исторических районов в девяноста муниципалитетах. В общей сложности они включают 26400 исторических зданий.
По состоянию на 31 мая 2021 года, статус носят 126 районов в 100 муниципалитетах в 43 префектурах.

## Дополнительные ссылки
- Preserved Area with Traditional Houses (англ.). Видеопутеводитель по Японии. Архивировано 27 сентября 2018 года.